# Sleep Now in the Fire
Singles de Rage Against the Machine
Guerrilla Radio Testify
Sleep Now in the Fire est le deuxième single, sorti en 2000, de l'album The Battle of Los Angeles du groupe Rage Against the Machine.
La chanson dure 3 min 25. 

## Thème
La chanson traite de la colonisation des États-Unis par l'Espagne ainsi que de l'histoire de l'esclavage aux États-Unis. Par ailleurs le lancement de la bombe atomique sur Hiroshima ainsi que l'implication du gouvernement américain dans la guerre du Viêt Nam avec l'utilisation de l'agent orange pour détruire les forêts et agricultures mais aussi pour contaminer ceux qui se cachaient dans les forêts sont également dénoncés dans cette chanson.
À la fin de la chanson, on peut entendre un sample du morceau Poison de la chanteuse sud-coréenne Uhm Jung-hwa. Ce son provient d'une station radio sud-coréenne locale que l'ampli de Tom Morello a capté malgré lui pendant l'enregistrement.

## Clip
Le clip de la chanson a été tourné devant le Federal Hall de New York c'est-à-dire en face du New York Stock Exchange (la bourse de la cité). Plusieurs centaines de personnes dont des fans du groupe qui avait été mis dans la confidence, se sont rendus devant la bourse pour le tournage par Michael Moore du clip. Malgré le désaccord des boursiers de Wall Street le groupe avait reçu l'autorisation de tourner le clip devant le Federal Hall qui abrite aujourd'hui les douanes. La scène provisoire avait été placée sous la statue de George Washington.
Au début du tournage le groupe joue et tout se passe pour le mieux mais la situation dégénère vite lorsque des hommes du groupe de tournage de Moore tentent de pénétrer dans la bourse. Ils sont alors aussitôt empêchés d'entrer et doivent regagner la sortie. La psychose installée dans le quartier depuis le premier attentat de 1993 sur le World Trade Center force la Bourse à faire évacuer ses occupants et à la fermer en avance, cela n'était pas arrivé depuis le krach de 1929.
Le clip refait surface durant l'Élection présidentielle américaine de 2016 en raison de la présence pendant un court instant d'un homme tenant une pancarte sur laquelle il est inscrit "Donald Trump For President 2000". Ce dernier avait en effet fait campagne durant l'Élection présidentielle américaine de 2000, mais s'est désisté le 14 février 2000.

## Description et analyse
Les paroles de la chanson sont organisées en trois couplets. Les vers sont courts et des mots s'y enchaînent.
Premier couplet
Le premier couplet incite à la manifestation, il est plus structuré que les autres couplets à venir et sert en quelque sorte d'introduction au thème de la chanson.
Deuxième couplet
Le deuxième couplet parle des débuts de l'Amérique en parlant notamment de la Niña, la Pinta et la Santa María qui sont les bateaux avec lesquels Christophe Colomb a découvert l'Amérique. Il dénonce aussi les États-Unis au XXe siècle. Par exemple le couplet cite l'agent orange (un désherbant employé lors de la guerre du Viêt Nam qui a provoqué des handicaps physiques et mentaux sur les enfants des soldats mis en contact avec ce produit). Le groupe a toujours dénoncé l'agent orange, le sujet de la guerre du Viêt Nam revient souvent dans leurs chansons. La chanson évoque également Hiroshima, manière d'exprimer son mécontentement vis-a-vis de la bombe qui aurait été lancée sur Hiroshima dans le seul but de faire un test du fait que les États-Unis gagnaient déjà la guerre.
Troisième couplet
Le troisième couplet ressemble beaucoup au deuxième mais le début est différent. Il fait la conclusion de la chanson en disant que par la faute des événements cités au début du couplet la fin de l'histoire est proche.

## La musique
La chanson Sleep Now in the Fire est faite de trois couplets et de trois refrains.
Les instruments présents sont la batterie et la basse pour l'accompagnement rythmique ainsi que la guitare pour l'accompagnement mélodique. La musique est très rythmée.

## Sources
- Site officiel
- Paroles
- 365jours de rock, Alain Gardinier, Éditions La Martinières